# Irina Plesjakova
Irina Ivanovna Plesjakova (Russisch: Ирина Ивановна Плешакова; geboortenaam: Кущ; Koesjtsj; in eerste huwelijk: Шевчук; Sjevtsjoek; in tweede huwelijk: Рутковская; Roetkovskaja) (Sjachtinsk, Oblast Karaganda, 14 januari 1969), is een Russisch voormalig professioneel basketbalspeler die uitkwam voor het nationale team van de Sovjet-Unie en Rusland. Ze kreeg de onderscheiding Meester in de sport van de Sovjet-Unie in 1992.

## Carrière
Plesjakova begon haar carrière bij Elektrosila Leningrad in 1988. Met die club werd ze één keer Landskampioen van de Sovjet-Unie in 1990. In 1991 veranderde de naam van de club in Force-Majeure Sint-Petersburg. In 1997 verhuisde ze naar Dinamo Moskou. Met die club wint ze drie keer het Landskampioenschap van Rusland in 1998, 1999 en 2000. In 2000 stapte ze over naar Galatasaray in Turkije. In 2001 keerde Plesjakova terug bij Baltiejskaja Zvezda Sint-Petersburg. Met die club won ze de finale om de EuroCup Women in 2004 van Szolnoki MÁV Coop uit Hongarije met 68-64. In 2005 stopte ze met basketbal.
Met de Sovjet-Unie speelde Plesjakova op het Wereldkampioenschap. Ze won zilver in 1998. Op het Europees Kampioenschap van 1991 won ze goud. Ook won Plesjakova zilver op de Goodwill Games in 1990. Met Rusland won ze twee keer brons op het Europees Kampioenschap in 1995 en 1999.
In 2013 werd Plesjakova hoofdcoach van Ladoga Sint-Petersburg dat in 2017 werd omgedoopt tot Spartak Sint-Petersburg.

## Erelijst
- Landskampioen Sovjet-Unie: 1
  - Winnaar: 1990
- Landskampioen Rusland: 3
  - Winnaar: 1998, 1999, 2000
  - Derde: 2004
- EuroCup Women: 1
  - Winnaar: 2004
- Wereldkampioenschap:
  - Zilver: 1998
- Europees Kampioenschap: 1
  - Goud: 1991
  - Brons: 1995, 1999
- Goodwill Games:
  - Zilver: 1990